# Jake Livermore
Jake Cyril Livermore (Londra, 14 novembre 1989) è un calciatore inglese, di ruolo centrocampista, svincolato.

## Caratteristiche tecniche
Gioca prevalentemente come mediano difensivo davanti alla difesa, ma può agire anche da centrocampista centrale, dotato di una buona abilità tecnica individuale, inoltre possiede un buon tiro dalla lunga distanza.

## Carriera

### Club
Proveniente dalle giovanili del Tottenham Hotspur, viene per la prima volta ceduto in prestito al Milton Keynes Dons per un mese il 6 marzo 2008.

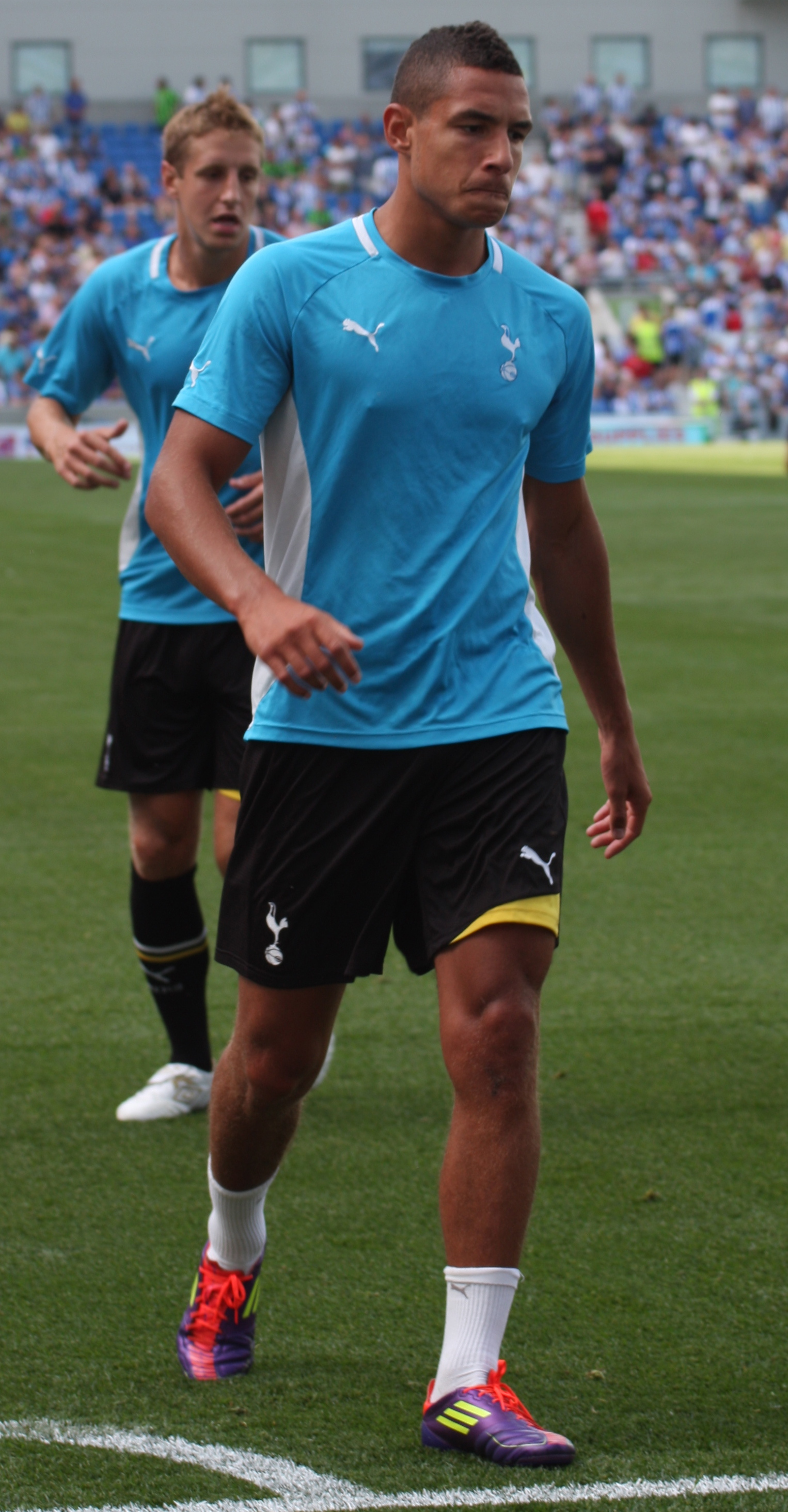
Livermore durante un allenamento con la maglia del Tottenham nell'estate 2011.

Seguono altre esperienza in prestito, al Crewe Alexandra l'11 luglio 2008, al Derby County il 10 agosto 2009 ed al Peterborough United l'8 gennaio 2010.
Di ritorno al Tottenham, debutta in Premier League il 20 marzo 2010, nella partita Stoke City-Tottenham, terminata 1-2.
Viene nuovamente ceduto in prestito il 23 settembre dello stesso anno, all'Ipswich Town ed il 24 marzo 2011 al Leeds United.
Dalla stagione successiva ritorna a Londra, debuttando in Europa League il 18 agosto 2011, nella partita Heart of Midlothian-Tottenham, terminata 0-5, in cui segna anche un gol.
Il 14 agosto 2013 passa in prestito all'Hull City, e dopo una stagione positiva il 21 giugno 2014 viene trovato l'accordo con la società londinese per riscattare il giocatore. Il 15 maggio 2015 emerge che Livermore è risultato positivo alla cocaina in seguito al match del 25 aprile giocato contro il Crystal Palace e vinto 0-2, tuttavia il 9 settembre 2015, giorno della sentenza, non è stato effettuato nessun provvedimento al giocatore per "straordinarie circostanze", ma rischiava fino a 2 anni di sospensione. La positività del giocatore è emersa poco dopo la morte del figlio appena nato, dolore che lo ha portato alla droga.
Il 20 gennaio 2017 viene acquistato a titolo definitivo dal West Bromwich Albion, con cui firma un contratto di quattro anni e mezzo. Dall'estate 2019 è il nuovo capitano dei Baggies.

### Nazionale
Ha esordito con la nazionale inglese il 15 agosto del 2012, entrando al 69º al posto di Frank Lampard nell'amichevole disputata a Berna vinta per 2-1 contro l'Italia. Nel novembre 2017, in un'amichevole contro il Brasile, ebbe una rissa con Dani Alves.

## Statistiche

### Presenze e reti nei club
Statistiche aggiornate al 22 luglio 2020.
| Stagione             | Squadra              | Campionato           | Campionato | Campionato | Coppe nazionali | Coppe nazionali | Coppe nazionali | Coppe continentali | Coppe continentali | Coppe continentali | Altre coppe | Altre coppe | Altre coppe | Totale | Totale |
| Stagione             | Squadra              | Comp                 | Pres       | Reti       | Comp            | Pres            | Reti            | Comp               | Pres               | Reti               | Comp        | Pres        | Reti        | Pres   | Reti   |
| -------------------- | -------------------- | -------------------- | ---------- | ---------- | --------------- | --------------- | --------------- | ------------------ | ------------------ | ------------------ | ----------- | ----------- | ----------- | ------ | ------ |
| mar. 2008            | MK Dons              | FL2                  | 5          | 0          | FACup+CdL       | 0+0             | 0               | -                  | -                  | -                  | -           | -           | -           | 5      | 0      |
| 2008-2009            | Crewe Alexandra      | FL1                  | 0          | 0          | FACup+CdL       | 0+0             | 0               | -                  | -                  | -                  | -           | -           | -           | 0      | 0      |
| ago.2009-gen. 2010   | Derby County         | FLC                  | 16         | 1          | FACup+CdL       | 0+0             | 0               | -                  | -                  | -                  | -           | -           | -           | 16     | 1      |
| gen.-feb. 2010       | Peterborough Utd     | FLC                  | 9          | 1          | FACup+CdL       | 0+0             | 0               | -                  | -                  | -                  | -           | -           | -           | 9      | 1      |
| mar.-giu. 2010       | Tottenham            | PL                   | 1          | 0          | FACup+CdL       | 0+0             | 0               | -                  | -                  | -                  | -           | -           | -           | 1      | 0      |
| ago.-set. 2010       | Tottenham            | PL                   | 0          | 0          | FACup+CdL       | 0+1             | 0               | UCL                | 0                  | 0                  | -           | -           | -           | 1      | 0      |
| set.2010-gen. 2011   | Ipswich              | FLC                  | 12         | 0          | FACup+CdL       | 0+0             | 0               | -                  | -                  | -                  | -           | -           | -           | 12     | 0      |
| mar.-giu. 2011       | Leeds Utd            | FLC                  | 5          | 0          | FACup+CdL       | 0+0             | 0               | -                  | -                  | -                  | -           | -           | -           | 5      | 0      |
| 2011-2012            | Tottenham            | PL                   | 24         | 0          | FACup+CdL       | 5+1             | 0               | UEL                | 8                  | 1                  | -           | -           | -           | 38     | 1      |
| 2012-2013            | Tottenham            | PL                   | 11         | 0          | FACup+CdL       | 0+1             | 0               | UEL                | 6                  | 0                  | -           | -           | -           | 18     | 0      |
| Totale Tottenham     | Totale Tottenham     | Totale Tottenham     | 36         | 0          |                 | 8               | 0               |                    | 14                 | 1                  |             | -           | -           | 58     | 1      |
| 2013-2014            | Hull City            | PL                   | 36         | 3          | FACup+CdL       | 5+0             | 0               | -                  | -                  | -                  | -           | -           | -           | 41     | 3      |
| 2014-2015            | Hull City            | PL                   | 35         | 1          | FACup+CdL       | 0+1             | 0               | UEL                | 3                  | 0                  | -           | -           | -           | 39     | 1      |
| 2015-2016            | Hull City            | FLC                  | 34+3       | 4+0        | FACup+CdL       | 0+2             | 0               | -                  | -                  | -                  | -           | -           | -           | 39     | 4      |
| 2016-gen. 2017       | Hull City            | PL                   | 21         | 1          | FACup+CdL       | 1+3             | 0               | -                  | -                  | -                  | -           | -           | -           | 25     | 1      |
| Totale Hull City     | Totale Hull City     | Totale Hull City     | 126+3      | 9+0        |                 | 12              | 0               |                    | 3                  | 0                  |             | -           | -           | 144    | 9      |
| gen.-giu. 2017       | West Bromwich        | PL                   | 16         | 0          | FACup+CdL       | 0+0             | 0               | -                  | -                  | -                  | -           | -           | -           | 16     | 0      |
| 2017-2018            | West Bromwich        | PL                   | 34         | 2          | FACup+CdL       | 2+1             | 0               | -                  | -                  | -                  | -           | -           | -           | 37     | 2      |
| 2018-2019            | West Bromwich        | FLC                  | 39         | 2          | FACup+CdL       | 1+0             | 0               | -                  | -                  | -                  | -           | -           | -           | 40     | 2      |
| 2019-2020            | West Bromwich        | FLC                  | 45         | 3          | FACup+CdL       | 0+0             | 0               | -                  | -                  | -                  | -           | -           | -           | 45     | 3      |
| 2020-2021            | West Bromwich        | PL                   | 18         | 0          | FACup+CdL       | 1+0             | 0+0             | -                  | -                  | -                  | -           | -           | -           | 19     | 0      |
| 2021-2022            | West Bromwich        | FLC                  | 18         | 0          | FACup+CdL       | 0+0             | 0+0             | -                  | -                  | -                  | -           | -           | -           | 18     | 0      |
| Totale West Bromwich | Totale West Bromwich | Totale West Bromwich | 170        | 7          |                 | 5               | 0               |                    | -                  | -                  |             | -           | -           | 175    | 7      |
| Totale carriera      | Totale carriera      | Totale carriera      | 382        | 18         |                 | 25              | 0               |                    | 17                 | 1                  |             | -           | -           | 424    | 19     |

### Cronologia presenze e reti in nazionale
| Cronologia completa delle presenze e delle reti in nazionale ― Inghilterra | Cronologia completa delle presenze e delle reti in nazionale ― Inghilterra | Cronologia completa delle presenze e delle reti in nazionale ― Inghilterra | Cronologia completa delle presenze e delle reti in nazionale ― Inghilterra | Cronologia completa delle presenze e delle reti in nazionale ― Inghilterra | Cronologia completa delle presenze e delle reti in nazionale ― Inghilterra | Cronologia completa delle presenze e delle reti in nazionale ― Inghilterra | Cronologia completa delle presenze e delle reti in nazionale ― Inghilterra |
| Data                                                                       | Città                                                                      | In casa                                                                    | Risultato                                                                  | Ospiti                                                                     | Competizione                                                               | Reti                                                                       | Note                                                                       |
| -------------------------------------------------------------------------- | -------------------------------------------------------------------------- | -------------------------------------------------------------------------- | -------------------------------------------------------------------------- | -------------------------------------------------------------------------- | -------------------------------------------------------------------------- | -------------------------------------------------------------------------- | -------------------------------------------------------------------------- |
| 15-8-2012                                                                  | Berna                                                                      | Italia                                                                     | 1 – 2                                                                      | Inghilterra                                                                | Amichevole                                                                 | -                                                                          | 69’                                                                        |
| 22-3-2017                                                                  | Dortmund                                                                   | Germania                                                                   | 1 – 0                                                                      | Inghilterra                                                                | Amichevole                                                                 | -                                                                          | 83’                                                                        |
| 26-3-2017                                                                  | Glasgow                                                                    | Scozia                                                                     | 2 – 2                                                                      | Inghilterra                                                                | Qual. Mondiali 2018                                                        | -                                                                          | 90+5’                                                                      |
| 1-9-2017                                                                   | Ta' Qali                                                                   | Malta                                                                      | 0 – 4                                                                      | Inghilterra                                                                | Qual. Mondiali 2018                                                        | -                                                                          |                                                                            |
| 4-9-2017                                                                   | Londra                                                                     | Inghilterra                                                                | 2 – 1                                                                      | Slovacchia                                                                 | Qual. Mondiali 2018                                                        | -                                                                          | 89’                                                                        |
| 11-11-2017                                                                 | Londra                                                                     | Inghilterra                                                                | 0 – 0                                                                      | Germania                                                                   | Amichevole                                                                 | -                                                                          | 59’ - 86’                                                                  |
| 14-11-2017                                                                 | Londra                                                                     | Inghilterra                                                                | 0 – 0                                                                      | Brasile                                                                    | Amichevole                                                                 | -                                                                          | 54’ - 90+1’                                                                |
| Totale                                                                     |                                                                            | Presenze                                                                   | 7                                                                          |                                                                            | Reti                                                                       | 0                                                                          |                                                                            |